# Cordia superba
Cordia superba är en strävbladig växtart som beskrevs av Adelbert von Chamisso. Cordia superba ingår i släktet Cordia, och familjen strävbladiga växter. Inga underarter finns listade i Catalogue of Life.

## Bildgalleri

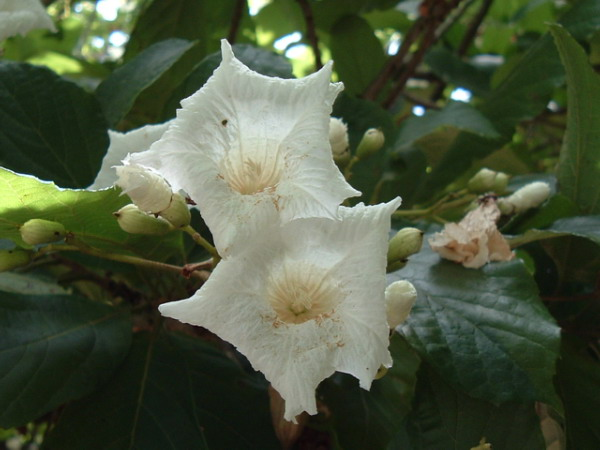
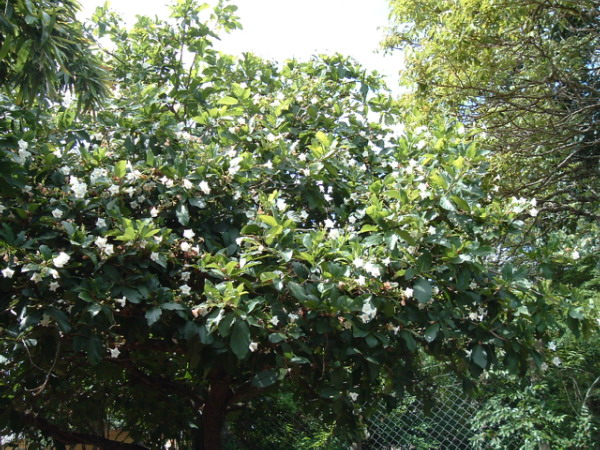
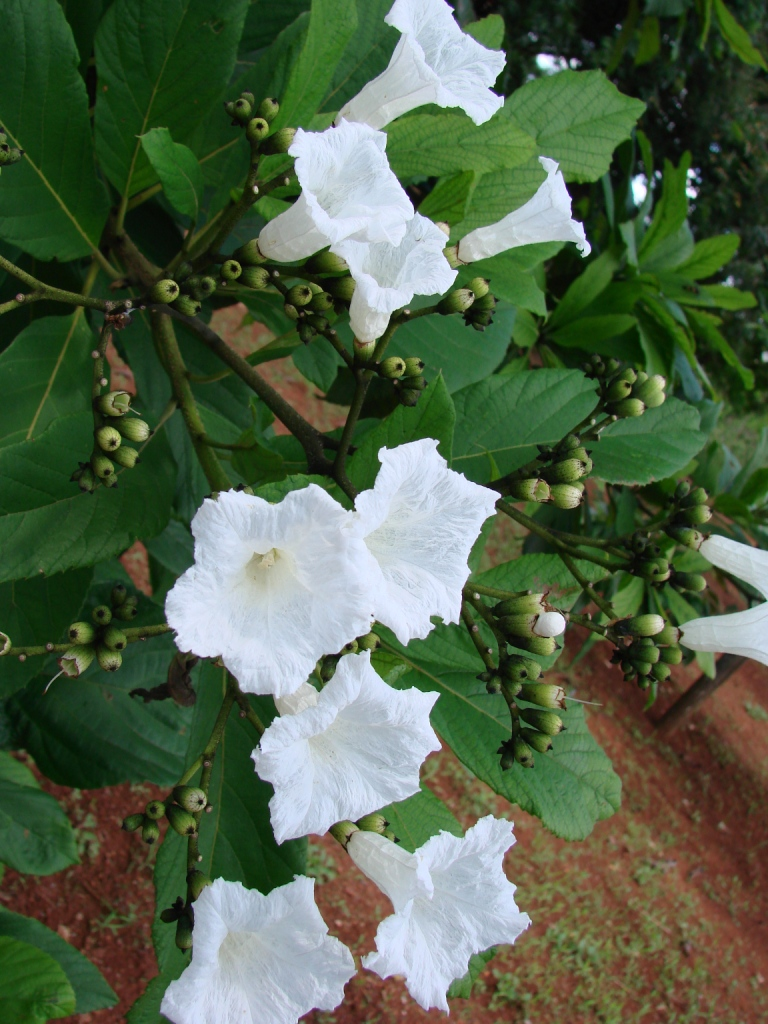
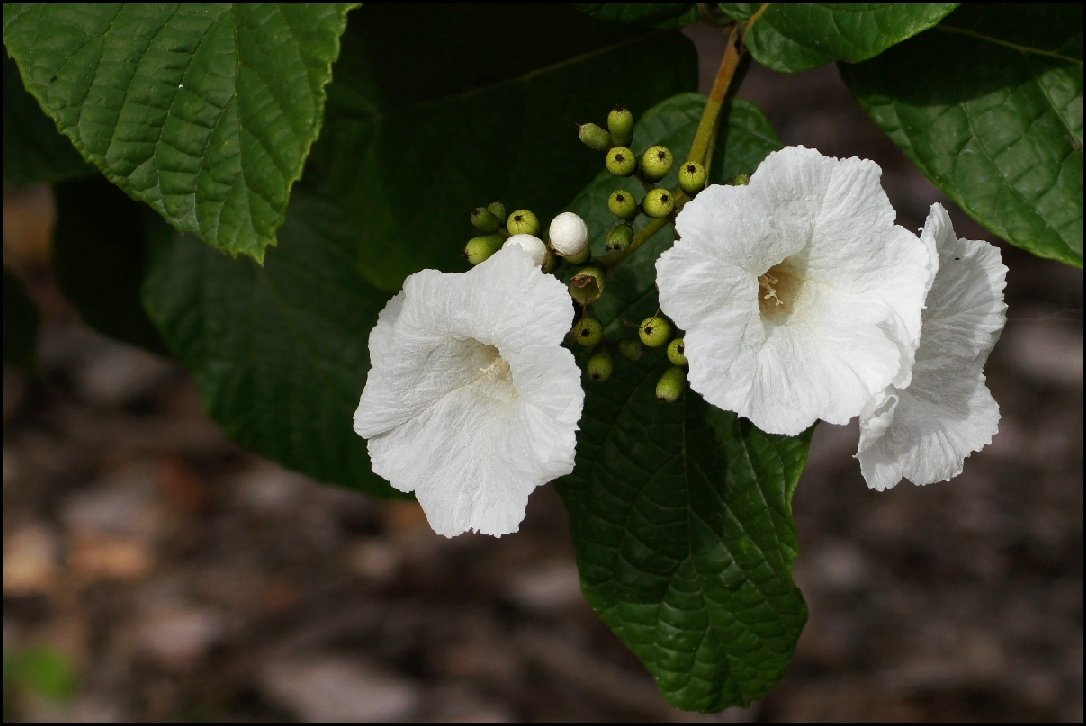